# 2024-es úszó-világbajnokság
A 2024-es úszó-világbajnokságot a Nemzetközi Úszószövetség (FINA) szervezésében a katari Doha rendezte. A világversenyt eredetileg 2023 novemberére írták ki, azonban a fukokai világbajnokság 2023-ra halasztása miatt a dohai bajnokságot 2024 januárjára halasztották. 2022 júliusában bejelentették, hogy a versenyt február 2. és 18. között tartják meg.

## A helyszín kiválasztása

### Pályázók
| Pályázó országok | Rendező város | Eredmény               |
| ---------------- | ------------- | ---------------------- |
| Japán            | Fukuoka       | a 2021-es vb rendezője |
| Katar            | Doha          | a győztes pályázó      |
| Kína             | Nanking       | visszalépett           |

A FINA 2016 januárjában Budapesten döntött a 2021-es és a 2023-as világbajnokság helyszínéről. A 2021-es vb-t Fukuokának ítélte oda a Nemzetközi Úszószövetség, míg a 2023-ast Dohának.

## Menetrend
| ● | Nyitóünnepség | ● | Versenyszámok | ● | Döntők | ● | Záróünnepség | F | Férfi mérkőzések | N | Női mérkőzések |

| Február             | 2 | 3 | 4  | 5  | 6  | 7  | 8  | 9  | 10 | 11 | 12 | 13 | 14 | 15 | 16 | 17 | 18 | Összesen |
| ------------------- | - | - | -- | -- | -- | -- | -- | -- | -- | -- | -- | -- | -- | -- | -- | -- | -- | -------- |
| Ünnepségek          | ● |   |    |    |    |    |    |    |    |    |    |    |    |    |    |    | ●  | –        |
| Úszás               |   |   |    |    |    |    |    |    |    | 4  | 4  | 5  | 5  | 5  | 5  | 6  | 8  | 42       |
| Nyílt vízi úszás    |   | 1 | 1  |    | 2  |    | 1  |    |    |    |    |    |    |    |    |    |    | 5        |
| Szinkronúszás       | ● | 1 | 2  | 2  | 2  | 1  | 1  | 1  | 1  |    |    |    |    |    |    |    |    | 11       |
| Műugrás             | 2 | 2 | 1  | 1  | 1  | 2  | 1  | 1  | 2  |    |    |    |    |    |    |    |    | 13       |
| Szupertoronyugrás   |   |   |    |    |    |    |    |    |    |    |    | ●  | 1  | 1  |    |    |    | 2        |
| Vízilabda           |   |   | N  | F  | N  | F  | N  | F  | N  | F  | N  | F  | N  | F  | N  | F  |    | 2        |
| Összes aznapi döntő | 2 | 4 | 4  | 3  | 5  | 3  | 3  | 2  | 3  | 4  | 4  | 5  | 6  | 6  | 6  | 7  | 8  | 75       |
| Összesítés          | 2 | 6 | 10 | 13 | 18 | 21 | 24 | 26 | 29 | 33 | 37 | 42 | 48 | 54 | 60 | 67 | 75 | 75       |

## Magyar szereplés
| Érem      | Versenyző | Versenyszám             | Dátum       |
| --------- | --- | ----------------------- | ----------- |
| Aranyérem | Rasovszky Kristóf | 10 km nyílt vízi úszás  | február 4.  |
| Ezüstérem | - Magyar női vízilabda-válogatott - Faragó Kamilla - Garda Krisztina - Géraldine Mahieu - Gurisatti Gréta - Horváth Brigitta - Keszthelyi Rita - Kuna Szonja - Leimeter Dóra - Magyari Alda - Máté Zsuzsanna - Neszmély Boglárka - Parkes Rebecca - Rybanska Natasa - Szilágyi Dorottya - Vályi Vanda | Női vízilabda           | február 16. |
| Bronzérem | Fábián Bettina Szimcsák Mira Betlehem Dávid Rasovszky Kristóf | csapat nyílt vízi úszás | február 8.  |
| Bronzérem | Németh Nándor | 100 m gyors             | február 15. |

## Éremtáblázat
*    Magyarország
| Helyezés             | Nemzet                  | Arany | Ezüst | Bronz | Összesen |
| -------------------- | ----------------------- | ----- | ----- | ----- | -------- |
| 1.                   | Kína                    | 23    | 8     | 2     | 33       |
| 2.                   | Egyesült Államok        | 9     | 6     | 8     | 23       |
| 3.                   | Ausztrália              | 7     | 12    | 5     | 24       |
| 4.                   | Hollandia               | 5     | 4     | 0     | 9        |
| 5.                   | Nagy-Britannia          | 4     | 5     | 9     | 18       |
| 6.                   | Olaszország             | 3     | 10    | 6     | 19       |
| 7.                   | Kanada                  | 2     | 3     | 6     | 11       |
| 8.                   | Dél-Korea               | 2     | 1     | 2     | 5        |
| 9.                   | Új-Zéland               | 2     | 1     | 1     | 4        |
| 9.                   | Svédország              | 2     | 1     | 1     | 4        |
| 11.                  | Portugália              | 2     | 0     | 1     | 3        |
| 12.                  | Írország                | 2     | 0     | 0     | 2        |
| 13.                  | Spanyolország           | 1     | 5     | 4     | 10       |
| 14.                  | Franciaország           | 1     | 4     | 1     | 6        |
| 15.                  | Németország             | 1     | 2     | 3     | 6        |
| 16.                  | Mexikó                  | 1     | 1     | 4     | 6        |
| 17.                  | Magyarország*           | 1     | 1     | 2     | 4        |
| 17.                  | Japán                   | 1     | 1     | 2     | 4        |
| 17.                  | Ukrajna                 | 1     | 1     | 2     | 4        |
| 20.                  | Görögország             | 1     | 1     | 1     | 3        |
| 20.                  | Hongkong                | 1     | 1     | 1     | 3        |
| 22.                  | Litvánia                | 1     | 1     | 0     | 2        |
| 23.                  | Horvátország            | 1     | 0     | 0     | 1        |
| 23.                  | Kazahsztán              | 1     | 0     | 0     | 1        |
| 25.                  | Észak-Korea             | 0     | 2     | 0     | 2        |
| 26.                  | Ausztria                | 0     | 1     | 1     | 2        |
| 27.                  | Dánia                   | 0     | 1     | 0     | 1        |
| 27.                  | Izrael                  | 0     | 1     | 0     | 1        |
| 27.                  | Svájc                   | 0     | 1     | 0     | 1        |
| 30.                  | Lengyelország           | 0     | 0     | 3     | 3        |
| 31.                  | Egyiptom                | 0     | 0     | 2     | 2        |
| 31.                  | Kolumbia                | 0     | 0     | 2     | 2        |
| 31.                  | Független résztvevők    | 0     | 0     | 2     | 2        |
| 34.                  | Dél-afrikai Köztársaság | 0     | 0     | 1     | 1        |
| 34.                  | Bosznia-Hercegovina     | 0     | 0     | 1     | 1        |
| 34.                  | Románia                 | 0     | 0     | 1     | 1        |
| 34.                  | Brazília                | 0     | 0     | 1     | 1        |
| Összesen (37 nemzet) | Összesen (37 nemzet)    | 75    | 75    | 75    | 225      |

## Eredmények

### Úszás
- WR – világrekord
- CR – világbajnoki rekord
- WJ – ifjúsági világrekord
- AF – Afrika-rekord
- AM – Amerika-rekord
- AS – Ázsia-rekord
- ER – Európa-rekord
- OC – Óceánia-rekord
- NR – országos rekord

A csillaggal jelölt úszók az előfutamban vettek részt, de érmet kaptak.

#### Férfiak
| Versenyszám            | Arany | Arany       | Ezüst | Ezüst      | Bronz | Bronz    |
| ---------------------- | --- | ----------- | --- | ---------- | --- | -------- |
| 50 m gyorsúszás        | Vladyslav Bukhov · Ukrajna | 21,44       | Cameron McEvoy · Ausztrália | 21,45      | Ben Proud · Nagy-Britannia | 21,53    |
| 100 m gyorsúszás       | Pan Zhanle · Kína | 47,53       | Alessandro Miressi · Olaszország | 47,72      | Németh Nándor · Magyarország | 47,78    |
| 200 m gyorsúszás       | Hwang Sun-woo · Dél-Korea | 1:44,75     | Danas Rapšys · Litvánia | 1:45,05    | Luke Hobson · Egyesült Államok | 1:45,26  |
| 400 m gyorsúszás       | Kim Umin (Kim Woo-min) · Dél-Korea | 3:42,71     | Elijah Winnington · Ausztrália | 3:42,86    | Lukas Märtens · Németország | 3:42,96  |
| 800 m gyorsúszás       | Daniel Wiffen · Írország | 7:40,94     | Elijah Winnington · Ausztrália | 7:42,95    | Gregorio Paltrinieri · Olaszország | 7:42,98  |
| 1500 m gyorsúszás      | Daniel Wiffen · Írország | 14:34,07 NR | Florian Wellbrock · Németország | 14:44,61   | David Aubry · Franciaország | 14:44,85 |
| 50 m hátúszás          | Isaac Cooper · Ausztrália | 24,13       | Hunter Armstrong · Egyesült Államok | 24,33      | Ksawery Masiuk · Lengyelország | 24,44    |
| 100 m hátúszás         | Hunter Armstrong · Egyesült Államok | 52,68       | Hugo González · Spanyolország | 52,70      | Apostolos Christou · Görögország | 53,36    |
| 200 m hátúszás         | Hugo González · Spanyolország | 1:55,30     | Roman Mityukov · Svájc | 1:55,40    | Pieter Coetze · Dél-afrikai Köztársaság | 1:55,99  |
| 50 m mellúszás         | Sam Williamson · Ausztrália | 26,32 OC    | Nicolò Martinenghi · Olaszország | 26,39      | Nic Fink · Egyesült Államok | 26,49    |
| 100 m mellúszás        | Nic Fink · Egyesült Államok | 58,57       | Nicolò Martinenghi · Olaszország | 58,84      | Adam Peaty · Nagy-Britannia | 59,10    |
| 200 m mellúszás        | Dong Zhihao · Kína | 2:07,94     | Caspar Corbeau · Hollandia | 2:08,24    | Nic Fink · Egyesült Államok | 2:08,85  |
| 50 m pillangóúszás     | Diogo Ribeiro · Portugália | 22,97       | Michael Andrew · Egyesült Államok | 23,07      | Cameron McEvoy · Ausztrália | 23,08    |
| 100 m pillangóúszás    | Diogo Ribeiro · Portugália | 51,17       | Simon Bucher · Ausztria | 51,28      | Jakub Majerski · Lengyelország | 51,32    |
| 200 m pillangóúszás    | Tomoru Honda · Japán | 1:53,88     | Alberto Razzetti · Olaszország | 1:54,65    | Martin Espernberger · Ausztria | 1:55,16  |
| 200 m vegyesúszás      | Finlay Knox · Kanada | 1:56,64 NR  | Carson Foster · Egyesült Államok | 1:56,97    | Alberto Razzetti · Olaszország | 1:57,42  |
| 400 m vegyesúszás      | Lewis Clareburt · Új-Zéland | 4:09,72     | Max Litchfield · Nagy-Britannia | 4:10,40    | Daiya Seto · Japán | 4:12,51  |
| 4 × 100 m gyorsváltó   | Kína · Pan Zhanle (46,80) WR · Ji Xinjie (48,18) · Zhang Zhanshuo (48,63) · Wang Haoyu (47,47)                                                                         | 3:11,08     | Olaszország · Alessandro Miressi (47,90) · Lorenzo Zazzeri (47,99) · Paolo Conte Bonin (47,83) · Manuel Frigo (48,36) · Leonardo Deplano* | 3:12,08    | Egyesült Államok · Matt King (48,02) · Shaine Casas (48,47) · Luke Hobson (47,68) · Carson Foster (48,12) · Hunter Armstrong* · Jack Aikins*                          | 3:12,29  |
| 4 × 200 m gyorsváltó   | Kína · Ji Xinjie (1:46,45) · Wang Haoyu (1:45,69) · Pan Zhanle (1:43,90) · Zhang Zhanshuo (1:45,80)                                                                    | 7:01,84 NR  | Dél-Korea · Yang Jae-hoon (1:47,78) · Kim Woo-min (1:44,93) · Lee Ho-joon (1:45,47) · Hwang Sun-woo (1:43,76) · Lee Yoo-yeon*             | 7:01,94    | Egyesült Államok · Luke Hobson (1:45,26) · Carson Foster (1:43,94) · Hunter Armstrong (1:45,73) · David Johnston (1:47,15) · Shaine Casas*                            | 7:02,08  |
| 4 × 100 m vegyes váltó | Egyesült Államok · Hunter Armstrong (53,15) · Nic Fink (58,20) · Zach Harting (51,13) · Matt King (47,32) · Jack Aikins* · Jake Foster* · Shaine Casas* · Luke Hobson* | 3:29,30     | Hollandia · Kai van Westering (53,84) · Arno Kamminga (58,23) · Nyls Korstanje (51,12) · Stan Pijnenburg (48,04) · Caspar Corbeau*        | 3:31,23 NR | Olaszország · Michele Lamberti (54,28) · Nicolò Martinenghi (57,97) · Gianmarco Sansone (52,14) · Alessandro Miressi (47,20) · Ludovico Viberti* · Federico Burdisso* | 3:31,59  |

#### Nők
| Versenyszám            | Arany | Arany      | Ezüst | Ezüst    | Bronz | Bronz      |
| ---------------------- | --- | ---------- | --- | -------- | --- | ---------- |
| 50 m gyorsúszás        | Sarah Sjöström · Svédország | 23,69      | Kate Douglass · Egyesült Államok | 23,91 AM | Katarzyna Wasick · Lengyelország | 23,95 NR   |
| 100 m gyorsúszás       | Marrit Steenbergen · Hollandia | 52,26 NR   | Siobhán Haughey · Hongkong | 52,56    | Shayna Jack · Ausztrália | 52,83      |
| 200 m gyorsúszás       | Siobhán Haughey · Hongkong | 1:54,89    | Erika Fairweather · Új-Zéland | 1:55,77  | Brianna Throssell · Ausztrália | 1:56,00    |
| 400 m gyorsúszás       | Erika Fairweather · Új-Zéland | 3:59,44 NR | Li Bingjie · Kína | 4:01,62  | Isabel Marie Gose · Németország | 4:02,39 NR |
| 800 m gyorsúszás       | Simona Quadarella · Olaszország | 8:17,44    | Isabel Marie Gose · Németország | 8:17,53  | Erika Fairweather · Új-Zéland | 8:22,26    |
| 1500 m gyorsúszás      | Simona Quadarella · Olaszország | 15:46,99   | Li Bingjie · Kína | 15:56,62 | Isabel Marie Gose · Németország | 15:57,55   |
| 50 m hátúszás          | Claire Curzan · Egyesült Államok | 27,43      | Iona Anderson · Ausztrália | 27,45    | Ingrid Wilm · Kanada | 27,61      |
| 100 m hátúszás         | Claire Curzan · Egyesült Államok | 58,29      | Iona Anderson · Ausztrália | 59,12    | Ingrid Wilm · Kanada | 59,18      |
| 200 m hátúszás         | Claire Curzan · Egyesült Államok | 2:05,77    | Jaclyn Barclay · Ausztrália | 2:07,03  | Anastasiya Shkurdai Független résztvevők                                                                                                 | 2:09,08    |
| 50 m mellúszás         | Rūta Meilutytė · Litvánia | 29,40      | Tang Qianting · Kína | 29,51 AS | Benedetta Pilato · Olaszország | 30,01      |
| 100 m mellúszás        | Tang Qianting · Kína | 1:05,27    | Tes Schouten · Hollandia | 1:05,82  | Siobhán Haughey · Hongkong | 1:05,92    |
| 200 m mellúszás        | Tes Schouten · Hollandia | 2:19,81 NR | Kate Douglass · Egyesült Államok | 2:20,91  | Sydney Pickrem · Kanada | 2:22,94    |
| 50 m pillangóúszás     | Sarah Sjöström · Svédország | 24,63      | Mélanie Henique · Franciaország | 25,44    | Farida Osman · Egyiptom | 25,67      |
| 100 m pillangóúszás    | Angelina Köhler · Németország | 56,28      | Claire Curzan · Egyesült Államok | 56,61    | Louise Hansson · Svédország | 56,94      |
| 200 m pillangóúszás    | Laura Stephens · Nagy-Britannia | 2:07,35    | Helena Rosendahl Bach · Dánia | 2:07,44  | Lana Pudar · Bosznia-Hercegovina | 2:07,92    |
| 200 m vegyesúszás      | Kate Douglass · Egyesült Államok | 2:07,05    | Sydney Pickrem · Kanada | 2:08,56  | Yu Yiting · Kína | 2:09,01    |
| 400 m vegyesúszás      | Freya Colbert · Nagy-Britannia | 4:37,14    | Anastasia Gorbenko · Izrael | 4:37,36  | Sara Franceschi · Olaszország | 4:37,86    |
| 4 × 100 m gyorsváltó   | Hollandia · Kim Busch (55,21) · Janna van Kooten (55,24) · Kira Toussaint (53,81) · Marrit Steenbergen (52,35) · Milou van Wijk*                      | 3:36,61    | Ausztrália · Brianna Throssell (54,29) · Alexandria Perkins (55,02) · Abbey Harkin (54,98) · Shayna Jack (52,64) · Jaclyn Barclay*  | 3:36,93  | Kanada · Rebecca Smith (54,93) · Sarah Fournier (55,28) · Katerine Savard (54,48) · Taylor Ruck (53,26) · Ella Jansen*                   | 3:37,95    |
| 4 × 200 m gyorsváltó   | Kína · Ai Yanhan (1:57,65) · Gong Zhenqi (1:58,84) · Li Bingjie (1:54,59) · Yang Peiqi (1:56,18) · Ma Yonghui*                                        | 7:47,26    | Nagy-Britannia · Freya Colbert (1:57,14) · Abbie Wood (1:56,65) · Lucy Hope (1:58,71) · Medi Harris (1:58,40)                       | 7:50,90  | Ausztrália · Brianna Throssell (1:56,87) · Shayna Jack (1:57,61) · Abbey Harkin (1:58,92) · Kiah Melverton (1:58,01) · Jaclyn Barclay*   | 7:51,41    |
| 4 × 100 m vegyes váltó | Ausztrália · Iona Anderson (59,20) · Abbey Harkin (1:07,21) · Brianna Throssell (56,86) · Shayna Jack (52,71) · Jaclyn Barclay* · Alexandria Perkins* | 3:55,98    | Svédország · Louise Hansson (59,93) · Sophie Hansson (1:06,18) · Sarah Sjöström (56,11) · Michelle Coleman (54,13) · Hanna Rosvall* | 3:56,35  | Kanada · Ingrid Wilm (58,95) · Sophie Angus (1:06,24) · Rebecca Smith (58,28) · Taylor Ruck (52,96) · Sydney Pickrem* · Katerine Savard* | 3:56,43    |

#### Vegyes
| Versenyszám            | Arany | Arany      | Ezüst | Ezüst   | Bronz | Bronz   |
| ---------------------- | --- | ---------- | --- | ------- | --- | ------- |
| 4 × 100 m gyorsváltó   | Kína · Pan Zhanle (47,29) · Wang Haoyu (47,41) · Li Bingjie (53,11) · Yu Yiting (53,37) · Ji Xinjie* · Ai Yanhan*                                                                  | 3:21,18 AS | Ausztrália · Kai Taylor (48,01) · Jack Cartwright (47,90) · Shayna Jack (52,38) · Brianna Throssell (53,49) · Alexandria Perkins* · Abbey Harkin*      | 3:21,78 | Egyesült Államok · Hunter Armstrong (47,83) · Matt King (47,78) · Claire Curzan (53,82) · Kate Douglass (52,85) · Luke Hobson* · Jack Aikins* · Addison Sauickie* · Kayla Han* | 3:22,28 |
| 4 × 100 m vegyes váltó | Egyesült Államok · Hunter Armstrong (53,07) · Nic Fink (58,27) · Claire Curzan (56,54) · Kate Douglass (52,34) · Jack Aikins* · Jake Foster* · Rachel Klinker* · Addison Sauickie* | 3:40,22    | Ausztrália · Bradley Woodward (53,92) · Sam Williamson (59,54) · Brianna Throssell (57,22) · Shayna Jack (52,44) · Alexandria Perkins* · Abbey Harkin* | 3:43,12 | Nagy-Britannia · Medi Harris (1:00,28) · Adam Peaty (59,42) · Matthew Richards (52,87) · Anna Hopkin (52,52) · James Wilby* · Duncan Scott*                                    | 3:45,09 |

### Műugrás

#### Férfiak
| Versenyszám        | Arany                             | Arany  | Ezüst                                            | Ezüst  | Bronz                                          | Bronz  |
| ------------------ | --------------------------------- | ------ | ------------------------------------------------ | ------ | ---------------------------------------------- | ------ |
| 1 m műugrás        | Osmar Olvera · Mexikó             | 431,75 | Li Shixin · Ausztrália                           | 395,70 | Ross Haslam · Nagy-Britannia                   | 393,10 |
| 3 m műugrás        | Wang Zongyuan · Kína              | 538,70 | Xie Siyi · Kína                                  | 516,10 | Osmar Olvera · Mexikó                          | 498,40 |
| 10 m toronyugrás   | Yang Hao · Kína                   | 564,05 | Cao Yuan · Kína                                  | 553,20 | Olekszij Szereda · Ukrajna                     | 528,65 |
| 3 m szinkronugrás  | Kína · Long Daoyi · Wang Zongyuan | 442,41 | Olaszország · Lorenzo Marsaglia · Giovanni Tocci | 384,24 | Spanyolország · Adrián Abadía · Nicolás García | 383,28 |
| 10 m szinkronugrás | Kína · Lian Junjie · Yang Hao     | 470,76 | Nagy-Britannia · Tom Daley · Noah Williams       | 422,57 | Ukrajna · Kirill Boliukh · Olekszij Szereda    | 406,47 |

#### Nők
| Versenyszám        | Arany                            | Arany  | Ezüst                                         | Ezüst  | Bronz                                                     | Bronz  |
| ------------------ | -------------------------------- | ------ | --------------------------------------------- | ------ | --------------------------------------------------------- | ------ |
| 1 m műugrás        | Alysha Koloi · Ausztrália        | 260,50 | Grace Reid · Nagy-Britannia                   | 257,25 | Maha Eissa · Egyiptom                                     | 257,15 |
| 3 m műugrás        | Chang Yani · Kína                | 354,75 | Chen Yiwen · Kína                             | 336,60 | Kim Su-ji · Dél-Korea                                     | 311,25 |
| 10 m toronyugrás   | Quan Hongchan · Kína             | 436,25 | Chen Yuxi · Kína                              | 427,80 | Andrea Spendolini-Sirieix · Nagy-Britannia                | 377,10 |
| 3 m szinkronugrás  | Kína · Chang Yani · Chen Yiwen   | 323,43 | Ausztrália · Maddison Keeney · Anabelle Smith | 300,45 | Nagy-Britannia · Yasmin Harper · Scarlett Mew Jensen      | 281,70 |
| 10 m szinkronugrás | Kína · Chen Yuxi · Quan Hongchan | 362,22 | Észak-Korea · Jo Jin-mi · Kim Mi-rae          | 320,70 | Nagy-Britannia · Andrea Spendolini-Sirieix · Lois Toulson | 299,34 |

#### Vegyes
| Versenyszám        | Arany                                                                                            | Arany  | Ezüst                                                                      | Ezüst  | Bronz                                                                      | Bronz  |
| ------------------ | ------------------------------------------------------------------------------------------------ | ------ | -------------------------------------------------------------------------- | ------ | -------------------------------------------------------------------------- | ------ |
| 3 m szinkronugrás  | Ausztrália · Domonic Bedggood · Maddison Keeney                                                  | 300,93 | Olaszország · Matteo Santoro · Chiara Pellacani                            | 287,49 | Dél-Korea · Yi Jae-gyeong · Kim Su-ji                                      | 285,03 |
| 10 m szinkronugrás | Kína · Huang Jianjie · Zhang Jiaqi                                                               | 353,82 | Észak-Korea · Im Yong-myong · Jo Jin-mi                                    | 303,96 | Mexikó · Kevin Berlín · Alejandra Estudillo                                | 296,13 |
| Csapatverseny      | Nagy-Britannia · Tom Daley · Scarlett Mew Jensen · Daniel Goodfellow · Andrea Spendolini-Sirieix | 421,65 | Mexikó · Gabriela Agúndez · Randal Willars · Jahir Ocampo · Aranza Vázquez | 412,80 | Ausztrália · Cassiel Rousseau · Maddison Keeney · Nikita Hains · Li Shixin | 385,35 |

### Szupertoronyugrás
| Versenyszám | Arany                         | Arany  | Ezüst                     | Ezüst  | Bronz                     | Bronz  |
| ----------- | ----------------------------- | ------ | ------------------------- | ------ | ------------------------- | ------ |
| Férfi       | Aidan Heslop · Nagy-Britannia | 422,95 | Gary Hunt · Franciaország | 413,25 | Cătălin Preda · Románia   | 410,20 |
| Női         | Rhiannan Iffland · Ausztrália | 342,00 | Molly Carlson · Kanada    | 320,70 | Jessica MacAulay · Kanada | 320,35 |

### Szinkronúszás

#### Férfiak
| Versenyszám           | Arany                          | Arany    | Ezüst                           | Ezüst    | Bronz                      | Bronz    |
| --------------------- | ------------------------------ | -------- | ------------------------------- | -------- | -------------------------- | -------- |
| Egyéni szabad program | Giorgio Minisini · Olaszország | 210,1355 | Dennis González · Spanyolország | 196,2750 | Gustavo Sánchez · Kolumbia | 192,0812 |
| Egyéni rövid program  | Yang Shuncheng · Kína          | 246,4766 | Giorgio Minisini · Olaszország  | 245,3166 | Gustavo Sánchez · Kolumbia | 231,0000 |

#### Nők
| Versenyszám           | Arany                              | Arany    | Ezüst                                              | Ezüst    | Bronz                                            | Bronz    |
| --------------------- | ---------------------------------- | -------- | -------------------------------------------------- | -------- | ------------------------------------------------ | -------- |
| Egyéni szabad program | Jacqueline Simoneau · Kanada       | 264,8207 | Evangelia Platanioti · Görögország                 | 253,2833 | Vasilina Khandoshka Független résztvevők         | 245,1042 |
| Egyéni rövid program  | Evangelia Platanioti · Görögország | 272,9633 | Jacqueline Simoneau · Kanada                       | 269,2767 | Xu Huiyan · Kína                                 | 262,3700 |
| Páros szabad program  | Kína · Wang Liuyi · Wang Qianyi    | 250,7729 | Hollandia · Bregje de Brouwer · Noortje de Brouwer | 250,4979 | Nagy-Britannia · Kate Shortman · Isabelle Thorpe | 247,2626 |
| Páros rövid program   | Kína · Wang Liuyi · Wang Qianyi    | 266,0484 | Nagy-Britannia · Kate Shortman · Isabelle Thorpe   | 259,5601 | Spanyolország · Alisa Ozhogina · Iris Tió        | 258,0333 |

#### Vegyes
| Versenyszám           | Arany                                      | Arany    | Ezüst                                              | Ezüst    | Bronz                                       | Bronz    |
| --------------------- | ------------------------------------------ | -------- | -------------------------------------------------- | -------- | ------------------------------------------- | -------- |
| Vegyes szabad program | Kína · Cheng Wentao · Shi Haoyu            | 224,1437 | Spanyolország · Dennis González · Mireia Hernández | 208,3583 | Mexikó · Miranda Barrera · Diego Villalobos | 192,5772 |
| Vegyes rövid program  | Kazahsztán · Nargiza Bolatova · Eduard Kim | 228,0050 | Kína · Cheng Wentao · Shi Haoyu                    | 223,3166 | Mexikó · Trinidad Meza · Diego Villalobos   | 217,5192 |

#### Csapat
| Versenyszám           | Arany | Arany    | Ezüst | Ezüst    | Bronz | Bronz    |
| --------------------- | --- | -------- | --- | -------- | --- | -------- |
| Akrobatikus kűr       | Kína · Chang Hao · Feng Yu · Wang Ciyue · Wang Liuyi · Wang Qianyi · Xiang Binxuan · Xiao Yanning · Zhang Yayi | 244,1767 | Ukrajna · Maryna Aleksiiva · Vladyslava Aleksiiva · Marta Fiedina · Oleksandra Goretska · Veronika Hryshko · Daria Moshynska · Anastasiia Shmonina · Valeriya Tyshchenko | 243,3167 | Egyesült Államok · Anita Álvarez · Jaime Czarkowski · Nicole Dzurko · Keana Hunter · Audrey Kwon · Calista Liu · Bill May · Daniella Ramirez            | 242,2300 |
| Csapat szabad program | Kína · Chang Hao · Feng Yu · Wang Ciyue · Wang Liuyi · Wang Qianyi · Xiang Binxuan · Xiao Yanning · Zhang Yayi | 339,7604 | Japán · Moe Higa · Moeka Kijima · Uta Kobayashi · Tomoka Sato · Ayano Shimada · Ami Wada · Mashiro Yasunaga · Megumu Yoshida                                             | 315,2229 | Egyesült Államok · Anita Alvarez · Daniella Ramirez · Jacklyn Luu · Calista Liu · Audrey Kwon · Megumi Field · Jaime Czarkowski · Natalia Vega Figueroa | 304,9021 |
| Csapat rövid program  | Kína · Chang Hao · Feng Yu · Wang Ciyue · Wang Liuyi · Wang Qianyi · Xiang Binxuan · Xiao Yanning · Zhang Yayi | 299,8712 | Spanyolország · Marina García Polo · Lilou Lluis Valette · Meritxell Mas · Alisa Ozhogina · Paula Ramírez · Sara Saldaña · Iris Tió · Blanca Toledano                    | 275,8925 | Japán · Moe Higa · Moeka Kijima · Uta Kobayashi · Tomoka Sato · Ayano Shimada · Ami Wada · Mashiro Yasunaga · Megumu Yoshida                            | 275,8787 |

* - tartalék versenyzők

### Nyílt vízi úszás

#### Férfiak
| Versenyszám | Arany                            | Arany     | Ezüst                                | Ezüst     | Bronz                           | Bronz     |
| ----------- | -------------------------------- | --------- | ------------------------------------ | --------- | ------------------------------- | --------- |
| 5 km        | Logan Fontaine · Franciaország   | 51:29,3   | Marc-Antoine Olivier · Franciaország | 51:29,6   | Domenico Acerenza · Olaszország | 51:30,0   |
| 10 km       | Rasovszky Kristóf · Magyarország | 1:48:21,2 | Marc-Antoine Olivier · Franciaország | 1:48:23,6 | Hector Pardoe · Nagy-Britannia  | 1:48:29,2 |

#### Nők
| Versenyszám | Arany                             | Arany     | Ezüst                           | Ezüst     | Bronz                        | Bronz     |
| ----------- | --------------------------------- | --------- | ------------------------------- | --------- | ---------------------------- | --------- |
| 5 km        | Sharon van Rouwendaal · Hollandia | 57:33,9   | Chelsea Gubecka · Ausztrália    | 57:35,0   | Ana Marcela Cunha · Brazília | 57:36,8   |
| 10 km       | Sharon van Rouwendaal · Hollandia | 1:57:26,8 | María de Valdés · Spanyolország | 1:57:26,9 | Angélica André · Portugália  | 1:57:28,2 |

#### Csapat
| Versenyszám | Arany                                                                      | Arany     | Ezüst                                                                                          | Ezüst     | Bronz                                                                              | Bronz     |
| ----------- | -------------------------------------------------------------------------- | --------- | ---------------------------------------------------------------------------------------------- | --------- | ---------------------------------------------------------------------------------- | --------- |
| 6 km        | Ausztrália · Moesha Johnson · Chelsea Gubecka · Nicholas Sloman · Kyle Lee | 1:03:28,0 | Olaszország · Giulia Gabbrielleschi · Arianna Bridi · Gregorio Paltrinieri · Domenico Acerenza | 1:03:28,2 | Magyarország · Fábián Bettina · Szimcsák Mira · Betlehem Dávid · Rasovszky Kristóf | 1:04:06,8 |

### Vízilabda
| Versenyszám | Arany            | Ezüst        | Bronz         |
| ----------- | ---------------- | ------------ | ------------- |
| Férfi       | Horvátország     | Olaszország  | Spanyolország |
| Női         | Egyesült Államok | Magyarország | Spanyolország |